# Benton (Devon)
Benton – przysiółek w Anglii, w Devon. Leży 50,9 km od miasta Exeter, 83,7 km od miasta Plymouth i 270,8 km od Londynu. Benton jest wspomniana w Domesday Book (1086) jako Botintone/Botintona/Bontintona.